# Hațeg, Constanța
Hațeg este un sat în comuna Adamclisi din județul Constanța, Dobrogea, România. La recensământul din 2002 avea o populație de 36 locuitori. În trecut s-a numit Arabagi (în turcă Akrabacı).